# Donaulenz
Donaulenz ist ein Gemeindeteil der Gemeinde Genderkingen im Landkreis Donau-Ries (Regierungsbezirk Schwaben, Bayern).

## Geographie
Die Einöde liegt 400 Meter südlich der Donau und zwei Kilometer nördlich des Gemeindezentrums, zu dem eine Gemeindeverbindungsstraße führt.

## Zugehörigkeit
Donaulenz gehörte früher zu Wörthen (heute Gemeindeteil von Niederschönenfeld), dessen Grundherr das Zisterzienserinnenkloster Niederschönenfeld war. Nach der Säkularisation wurde der Hof der Steuergemeinde Feldheim zugeteilt (Gemeindeedikte von 1808 und 1818), gehörte aber spätestens ab 1840 laut Kataster zu Genderkingen.